# 祖勒贾纳
祖勒贾纳火箭 (波斯語：  ماهواره‌بر ذوالجناح)，是伊朗國產卫星运载火箭(SLV)， 由伊朗国防和武装部队后勤部設計和制造，它于2021年2月1日首次亮相，並在此前，也許是2021年1月31日便進行一次成功的亚轨道飞行。2022年6月，伊朗再度成功試射祖勒贾纳火箭。 祖勒賈納火箭可以公路機動發射，包括以導彈發射車發射，因此歐美國家懷疑祖勒賈納火箭實際上是一款中程彈道飛彈。

## 使用紀錄
| 發射次數 | 日期和时间（ 格林尼治标准时间 ） | 搭載 | 结果 | 备注       |
| -------- | -------------------------------- | ---- | ---- | ---------- |
| —        | 2021年1月31日                    | 無   | 成功 | 亞轨道试飞 |
| —        | 2022年6月26日                    | 無   | 成功 | 亞轨道试飞 |